# La Place (restauration)
Pour les articles homonymes, voir La Place (homonymie).
La Place est une chaîne de restaurants internationale néerlandaise créée en 1987, appartenant au groupe Sun Capital Partners. 
La Place compte plus de 200 restaurants à travers les Pays-Bas, la Belgique et l'Allemagne et se situent le plus souvent dans les grands magasins V&D, mais aussi dans les centres commerciaux, dans les gares, et au bord des autoroutes.

## Histoire
Le 17 décembre 1987, le premier restaurant « La Place » fut ouvert aux Pays-Bas dans la ville d'Utrecht.
Le premier succursale de Belgique de la chaîne de restaurants a ouvert ses portes le 25 octobre 2007 à Anvers sur le Meir. En mars 2010, un nouveau restaurant La Place a ouvert au deuxième étage du nouveau centre commercial K in Kortrijk à Courtrai. 
Le premier restaurant allemand a été ouvert le 12 septembre 2013 à Deux-Ponts (Zweibrücken) et le deuxième à Metzingen en novembre.
Le 31 décembre 2015, V&D group qui détient la chaine de restaurant La Place est déclaré en faillite. L'avenir des restaurants situés dans les magasins V&D aux Pays-Bas est alors incertain[réf. nécessaire]. 

### Identité visuelle

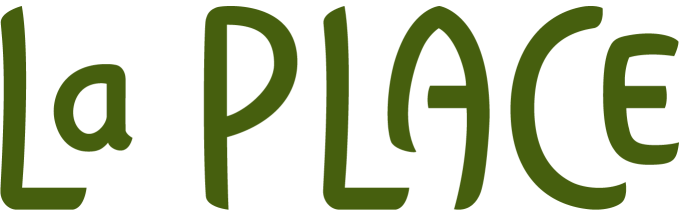
Logo principal de La Place depuis 2010
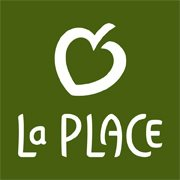
Une autre version du logo de La Place depuis 2010

## Implantations
| Pays       | 1er restaurant | Nombre de restaurants |
| ---------- | -------------- | --------------------- |
| Pays-Bas   | 1987           | 111                   |
| Belgique   | 2007           | 2                     |
| Allemagne  | 2013           | 2                     |
| Indonésie  | 2014           | 1                     |
| États-Unis | août 2014      | prochainement         |